# Hildegardia populifolia
Hildegardia populifolia är en malvaväxtart som först beskrevs av William Roxburgh, och fick sitt nu gällande namn av Heinrich Wilhelm Schott och Endl.. Hildegardia populifolia ingår i släktet Hildegardia och familjen malvaväxter. Inga underarter finns listade i Catalogue of Life.

## Bildgalleri

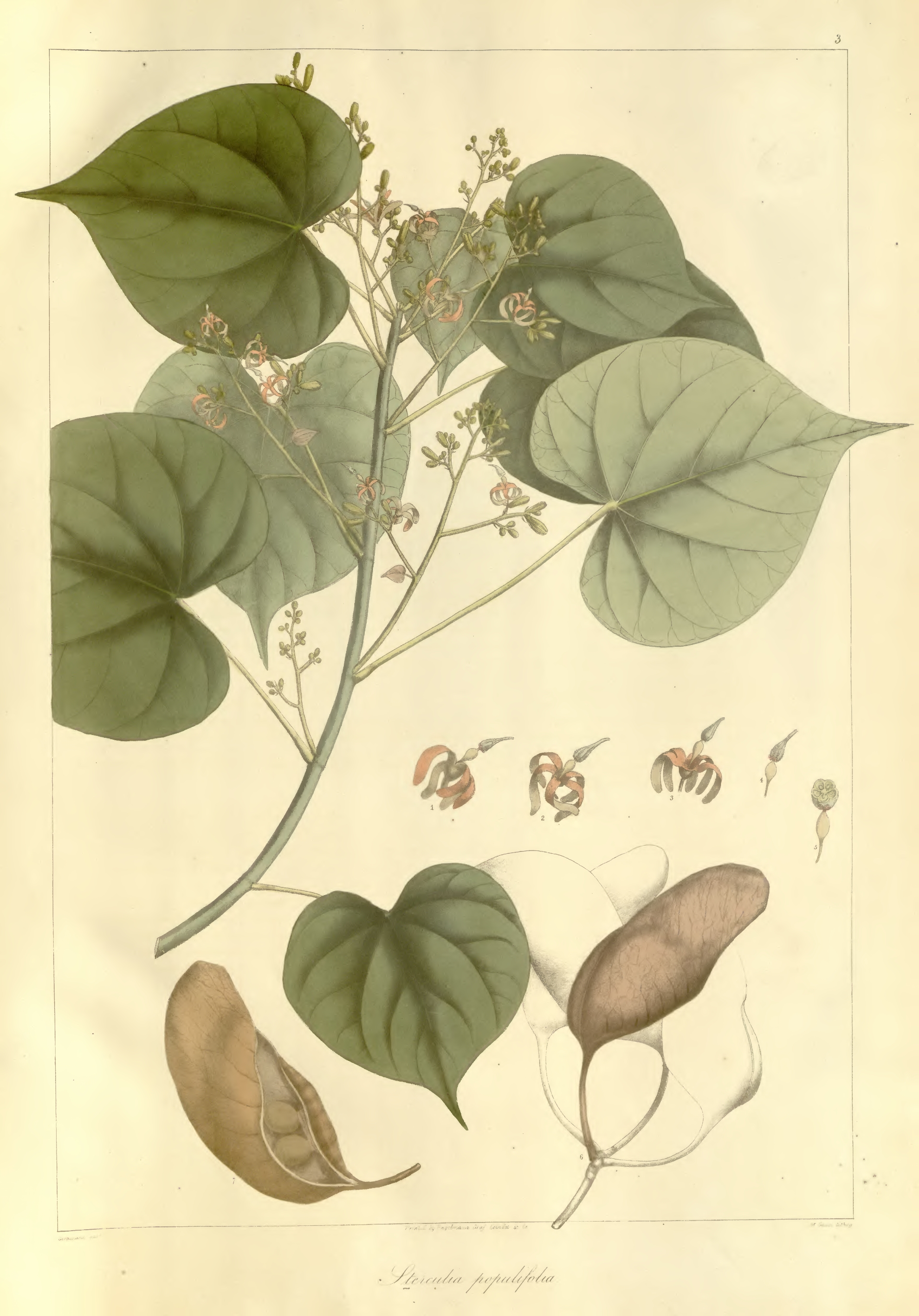